# Nederlandse kampioenschappen schaatsen afstanden 1990 - 3000 meter vrouwen
De 3000 meter vrouwen op de Nederlandse kampioenschappen schaatsen afstanden 1990 werd gereden in januari 1990, in ijsstadion Thialf te Heerenveen. Er namen veertien schaatssters deel.
Marieke Stam was titelverdedigster na haar zege tijdens de NK afstanden 1989.

## Statistieken

### Uitslag
| #      | Schaatser               | tijd    |
| ------ | ----------------------- | ------- |
| Goud   | Hanneke de Vries        | 4.30,73 |
| Zilver | Lia van Schie           | 4.31,97 |
| Brons  | Jolanda Grimbergen      | 4.33,92 |
| 4      | Marjan Mager            | 4.36,10 |
| 5      | Marga Preuter           | 4.37,13 |
| 6      | Sandra Voetelink        | 4.37,20 |
| 7      | Henriët van der Meer    | 4.37,86 |
| 8      | Carla Zijlstra          | 4.38,32 |
| 9      | Marieke Stam            | 4.38,60 |
| 10     | Herma Meijer            | 4.39,00 |
| 11     | Gonnie Brunia           | 4.42,74 |
| 12     | Alida Pasveer           | 4.45,64 |
| 13     | Jacqueline van Straaten | 4.45,71 |
| 14     | Sandra Zwolle           | 4.53,07 |